# Cavall Altai
El cavall Altai (en rus: Altaïskaya) és una raça de cavalls desenvolupada en el massís muntanyós de l'Altai, situat a la zona central de l'Àsia. Es tracta d'una raça de cavalls molt antiga relacionada i emparentada amb els cavalls mongols i huçuls.
L'Altai és un cavall petit i rabassut. Té una alçària d'entre 1,30 i 1,40 m i un pes de 350-400 kg. El coll és curt i el cap amb un perfil bastant recte. Gropa i esquena ben desenvolupades. Els ossos de les canyelles són curts. Els pelatges més freqüents són el negre, el castany i el roig. També hi ha cavalls Altai de pelatge lleopard. Es tracta d'un cavallet (tècnicament i per l'alçada, un poni) molt fort i resistent, molt frugal i que pot sobreviure a temperatures molt baixes. Està especialment adaptat a les zones muntanyoses.